# Chipkovitsa (Tetovo)
Chipkovitsa (en macédonien Шипковица, en albanais Shipkovica) est un village du nord-ouest de la Macédoine du Nord, situé dans la municipalité de Tetovo. Le village comptait 2 826 habitants en 2002. Il est majoritairement albanais.

## Démographie
Lors du recensement de 2002, le village comptait :
- Albanais : 2 817 ;
- autres : 9.